# Ancara albimacula
Ancara albimacula là một loài bướm đêm trong họ Noctuidae.